# Port de Ringsu
Le port de Ringsu (estonien : Ringsu sadam, code EE RNG) ou  port de Ruhnu (estonien : Ruhnu sadam) est le principal port de l'île de Ruhnu en Estonie.

## Présentation
Le port de Ringsu est situé dans le golfe de Riga, qui fait partie de la mer Baltique.
Le port, situé au sud de l'île, est le point fondamental de connexion de Ruhnu avec la partie continentale de l’Estonie.
Les traversiers partent du port pour des liaisons vers Kuressaare sur l'île de Saaremaa et vers Pärnu sur le continent.
Le port accueille aussi les bateaux de plaisance.
Le bâtiment du port de Ruhnu dispose de toilettes, de douches et d'un sauna pour les visiteurs.
Les services portuaires comprennent également l'électricité, l'eau douce, la réception des ordures, le stationnement et le stockage dans le port.
Les bateaux d'une longueur maximale de 30 m et d'un tirant d'eau de 2,7 m peuvent amarrer dans le port, il y a un total de 20 places.
L'indicatif d'appel radio est le canal ULL 16/11 et l'indicatif d'appel est « Ruhnu sadam ».